# Sagron Mis
Sagron Mis es una localidad y comune italiana de la provincia de Trento, región de Trentino-Alto Adigio, con 207 habitantes.

## Evolución demográfica
| Gráfica de evolución demográfica de Sagron Mis entre 1861 y 2001 |
|                                                                  |
| Fuente ISTAT - elaboración gráfica de Wikipedia                  |